# Segítségnyújtás elmulasztása
A segítségnyújtás elmulasztása a büntetőjogban  egy személy elleni, tiszta mulasztásos bűncselekmény. 
Van vétségi illetve bűntetti alakzata.

## A hatályos szabályozás
A magyar Büntető Törvénykönyv  166. §-a szabályozza.
Aki nem nyújt tőle elvárható segítséget sérült vagy olyan személynek, akinek az élete vagy testi épsége közvetlen veszélyben van, vétség miatt 2 évig terjedő szabadságvesztéssel büntetendő.
A büntetés bűntett miatt 3 évig terjedő szabadságvesztés, ha a sértett meghal, és életét a segítségnyújtás megmenthette volna.
A büntetés bűntett miatt az (1) bekezdés esetén három évig, a (2) bekezdés esetén egy évtől öt évig terjedő szabadságvesztés, ha a veszélyhelyzetet az elkövető idézte elő, vagy ha a segítségnyújtásra egyébként is köteles.
A (3) bekezdés utolsó fordulata nem alkalmazható azzal szemben, aki a közlekedési szabályok alapján köteles a segítségnyújtásra.

## Az 1978. évi IV. törvényben
A korábban hatályos magyar jog szerint a segítségnyújtás elmulasztásának vétségét vagy bűntettét követi el az, aki nem nyújt tőle elvárható segítséget sérült vagy olyan személynek, akinek élete vagy testi épsége közvetlen veszélyben van.
Alapvetően vétségnek számít, és büntetése két évig terjedő szabadságvesztés. Ha a sértett meghal, és életét a segítségnyújtás megmenthette volna, akkor bűntettnek számít, és három évig terjedő szabadságvesztés a büntetés felső határa. A büntetés öt évig terjedő szabadságvesztés is lehet, ha a veszélyhelyzetet az elkövető idézi elő, vagy ha a segítségnyújtásra egyébként is köteles. Ez arra nem vonatkoztatható, aki a segítségnyújtásra a közlekedési szabályok alapján köteles.
A segítségnyújtás sérült vagy veszélyben lévő személy számára erkölcsi kötelezettség. Hazai büntetőjogunk 1948-ban a Csemegi-kódex III. novellájában büntetés kiszabásával fenyegette az elmulasztását.

## A jogi tárgy
A jogi tárgy  az ember életének, testi épségének, egészségének védelméhez, fenntartásához fűződő társadalmi érdek.

## A passzív alany
A passzív alany: az olyan sérült, vagy élet-vagy testi épségének veszélyhelyzetében lévő személy, aki segítségre szorul.
A sérülés, vagy veszélyhelyzet keletkezése közömbös, előidézhető természeti erő, állati támadás, más ember támadása is, sőt a sérült személy saját magatartása miatt is kialakulhat. A bűncselekmény megállapítása szempontjából alapvető annak a ténynek az eldöntése, hogy a sértett segítségnyújtásra szorul-e vagy sem. Elkövetési magatartás: a tőle elvárható segítség nem nyújtása. E delictum ún. tiszta mulasztásos bűncselekmény. A mulasztással, azaz a segítség nem nyújtással a bűncselekmény befejezett. Fontos tisztázni a tőle elvárhatóság kritériumait. Az elvárhatóságot egyedi esetre, személyre vonatkoztatva kell vizsgálni, ez egy szubjektív feltétel. Egy képzeletbeli értékskálán mozogva azonban megállapítható az elvárhatóság minimuma és maximuma.
Az állandósult bírói gyakorlat szerint a minimum az, hogy a segítségnyújtásra kötelezett személy álljon meg a sérült mellett, győződjön meg arról, hogy segítségre szorul-e, ajánlja fel segítségét, vagy ha segíteni nem képes, a megfelelő hatósági szerveket értesítse. A tőle elvárhatóság felső határa, hogy senki sem kötelezhető olyan segítségnyújtásra, amellyel saját vagy mások életét, testi épségét veszélyeztetné.
Amennyiben a baleset helyszínén a sértett halála vagy állapotának súlyosbodása azért következik be, mert a segítségnyújtásra köteles nem a legmegfelelőbb módon nyújtott segítséget, ez nem róható a terhére.
A bűncselekmény elkövetője bárki lehet, aki képes az adott helyzetben a segítségnyújtásra.
Mivel a jogalkotó az alapesetben tiszta mulasztásos delictumot fogalmaz meg, ennél fogva a társtettesség kizárt.
Az alanyi oldal: a bűnösség szándékos.

## Külső hivatkozások
- Duty to rescue
- Segítségnyújtás elmulasztása BTK és SzCsM-EüM együttes rendelet Archiválva 2012. április 27-i dátummal a Wayback Machine-ben
- 2/1999. BJE szám
- Nemzeti Jogszabálytár